# BIIK Kazygurt

El BIIK Kazygurt es un club de fútbol femenino kazajo de Shymkent. Juegan en la liga kazaja, y su estadio es el BIIK de Shymkent. 
Fue fundado en 2004 en Almaty bajo el nombre de Alma-KTZh, e inmediatamente se convirtió en el mejor club de la liga kazaja con algunas de las mejores jugadoras rusas y ucranianas en sus filas. Llegó a los octavos de final de la Copa de Europa tres veces, pero no consiguió alcanzar los cuartos de final. 
En 2009 el club se trasladó a Shymkent y tomó su actual nombre. En la nueva Liga de Campeones no han pasado de los dieciseisavos de final. En la 2014-15 consiguieron empatar en casa contra el potente Frankfurt.

## Palmarés
- 18 Ligas kazajas: 2004, 2005, 2006, 2007, 2008, 2011, 2013, 2014, 2015, 2016, 2017, 2018, 2019, 2020, 2021, 2022, 2023, 2024
- 13 Copas kazajas: 2007, 2008, 2010, 2011, 2012, 2013, 2014, 2015, 2016, 2017, 2018, 2019, 2020
- 1 Supercopa kazaja: 2013

### Trayectoria europea
| 2004-05 | 5-1 Supersport, 4-0 Ziar, 2-1 Slavia       |               | 0-3 Orn, 0-2 Brondby, 1-4 Energiya          |
| 2005-06 | 5-0 NSA, 3-0 MTK, 2-3 Aegina               |               | 5-3 Masinac, 0-3 Djurgarden, 0-8 Valur      |
| 2006-07 | 2-5 Rossiyanka, 5-2 Slovan DS, 4-2 Clujana |               |                                             |
| 2007-08 | 5-0 Narta, 5-0 Ruslan, 3-1 Femina          |               | 0-4 Arsenal, 1-5 Bardolino, 0-3 Neulengbach |
| 2008-09 | 3-1 Osijek, 8-0 Glentoran, 3-1 Clujana     |               | 1-2 Bardolino, 0-6 Umea, 0-8 Valur          |
| 2009-10 |                                            | 1-2 Sparta    |                                             |
| 2013-14 | 3-0 Pärnu, 2-0 Spartak, 4-0 NSA            | 0-8 Roa       |                                             |
| 2014-15 |                                            | 2-6 Frankfurt |                                             |

- Datos: Q2877076